# 라이몬츠 베요니스
라이몬츠 베요니스(라트비아어: Raimonds Vējonis, 1966년 6월 15일 ~ )는 라트비아의 정치인으로 제9대 대통령이다. 2015년부터 2019년까지 라트비아의 대통령에 재임했으며, 소속정당은 라트비아 녹색당이다. 2014년에는 라트비아 국방부 장관을 역임한 적이 있다.

## 젊은 시절
베요니스는 1966년 6월 15일 소련 프스코프주에서 태어났다. 아버지는 소련군에 복무했던 라트비아인이었고, 어머니는 러시아인이었다. 이후 지금의 라트비아 사르카니 (Sarkaņi)에서 자랐으며 근처의 마도나 마을에서 학교를 다니기 시작했다. 베요니스는 어릴 때부터 환경보호에 관심이 많았는데, 할아버지가 소련 집단농장에서 화학약품으로 눈이 멀었기 때문이었다.
1989년 라트비아 대학교 생물학부를 졸업하고 1995년에는 석사학위를 땄다. 대학에서 공부하는 동안에는 마도나에서 생물 교사로 일했다. 1989년부터 1996년까지 마도나 지역환경위원회의 부위원장을 맡기도 했다. 1990년부터 1993년까지는 마도니 시의원이 되었고, 1996년부터 2002년까지는 리가 광역권 환경위원회 위원장을 역임했다. 이 시기에는 스쿨테 시의원이었으며 게틀리니 에코 폐기물관리사의 주대표로도 일했다.
베요니스는 모국어인 라트비아어 뿐만 아니라 러시아어와 영어에도 능하다. 결혼하여 두 자녀를 두고 있기도 하다. 또 비기독교인 출신이다.

## 정치 경력
2002년 11월 7일 라트비아 환경보호 지역개발부 장관에 오르면서 처음으로 정부 인사가 되었다. 이듬해 2003년에 환경보호 지역개발부가 2개 부처로 분할되면서 붸요니스는 환경부 장관이 되었다. 이후 2011년 부처 개편으로 환경보호 지역개발부가 부활하면서 베요니스는 다시 한번 환경보호 지역개발부 장관직에 올랐다. 그간 라트비아에서는 정권 교체가 이뤄졌지만 그것과는 상관없이 베요니스는 환경부장관, 환경보호 지역개발장관을 지낼 수 있었다. 2011년 10월 25일 치러진 라트비아 총선 결과에 따라 새 내각이 수립되면서 베요니스는 환경보호 지역개발부 장관직에서 물러났으나, 하원의원으로서의 정치 활동은 계속하였다. 2014년에는 라트비아 국방부장관에 올랐다.
2015년 6월 3일 치러진 대통령 선거에 후보로 출마하였으며, 라트비아 의회 정수 100명 중 55인의 찬성표를 받아 라트비아의 대통령으로 당선되었다. 당선 기념연설에서 베요니스는 우크라이나 사태를 고려하여 안보 강화에 나설 것임을 약속하였으며, 환경 보호에도 노력하겠다고 밝혔다. 이로써 베요니스는 녹색당 출신으로는 첫 유럽 연합 회원국 수장이 되었다.
2016년 1월 18일에는 건강 악화로 병원에 입원해 논란이 되었다. 처음에는 리가 동대학병원 가일레제르스 분관에 이송되었지만 다음날 파울스 스트라딘슈 대학병원의 라트비아 심장학센터로 자리를 옮겼다. 대통령실 대변인 측은 발병 사실을 밝히지 않다가 바이러스 감염인 것 같다는 입장을 보였다. 1월 20일에는 패혈증으로 손상된 감염부분을 제거하고 인공심장판막으로 대체하는 심장수술을 받았다. 2월 26일 물리치료를 위해 퇴원한 뒤 한동안 다른 합병증이 생긴것이 아니냐는 추측이 있었지만 두 달여간의 공백 끝에 3월 30일 직무에 복귀했다.
2017년 9월 28일, 리가 대통령궁에서 이뤄진 한국 기자단과의 만남에서 "내년 2월 평창 동계올림픽에 참가할 라트비아 선수단을 파견할 것"이며, "선수단 격려를 위해 방한할 예정"임을 밝혔다. 베요니스 대통령은 "북핵 문제가 잘 해결되기를 바라는 만큼 우리의 파견 의지는 변함이 없다"고도 밝혔다.
2019년 7월 8일 베요니스는 임기 만료되면서 퇴임하였다.